# Tercer Gobierno González
El tercer gobierno de Felipe González fue el Gobierno de España entre diciembre de 1989 y julio de 1993. Felipe González Márquez fue investido presidente del Gobierno por el Congreso de los Diputados después de que el Partido Socialista Obrero Español (PSOE) ganara las elecciones generales de 1989 que dieron comienzo a la iv legislatura de España.
El Gobierno cesó el 6 de junio de 1993 por la celebración de las elecciones generales. Continuó en funciones hasta el 14 de julio de 1993, día en que tomó posesión el cuarto Gobierno de González.

## Historia
El 6 de diciembre de 1989, Felipe González tomó posesión del cargo de Presidente del Gobierno ante el rey Juan Carlos I. El 7 de diciembre de 1989 todos los ministros toman posesión del cargo, formando el Consejo de Ministros vigente hasta el 14 de julio de 1993.
- El 2 de mayo de 1990, el ministro de Trabajo, Manuel Chaves, dimite de su cargo para presentarse como candidato socialista a la presidencia de Andalucía. Le sustituye Luis Martínez Noval.
- El 14 de enero de 1991, el vicepresidente del gobierno, Alfonso Guerra, dimite tras el descubrimiento del caso Juan Guerra, por el que descubrió que Guerra había enchufado a su hermano. Le sustituyó el hasta entonces ministro de Defensa, Narcís Serra, siendo sustituido en el cargo por el hasta entonces ministro de Sanidad, Julián García Vargas, siendo sustituido éste por Julián García Valverde.
- El 13 de marzo de 1991 se completa una amplia remodelación del gabinete. El Ministerio de Transporte, Turismo y Comunicaciones se integra en el de Obras Públicas. Enrique Múgica abandona el ministerio de Justicia, siendo sustituido por Tomás de la Quadra-Salcedo; Javier Sáenz de Cosculluela abandona el ministerio de Obras Públicas, siendo sustituido por José Borrell; Jorge Semprún abandona el ministerio de Cultura, siendo sustituido por Jordi Solé Tura; Carlos Romero Herrera abandona el ministerio de Agricultura, siendo sustituido por Pedro Solbes; y Joaquín Almunia abandona el ministerio de Administraciones Públicas, siendo sustituido por Juan Manuel Eguiagaray.
- El 15 de enero de 1992, el ministro de Sanidad, Julián García Valverde, dimite de su cargo tras ser imputado en un caso de corrupción relacionado con la adjudicación de empresas del AVE. Es sustituido por José Antonio Griñán.
- El 24 de junio de 1992, el ministro de Asuntos Exteriores, Francisco Fernández Ordóñez, abandona el gobierno por motivos de salud. Es sustituido por el hasta entonces ministro de Educación, Javier Solana, siendo éste sustituido por Alfredo Pérez Rubalcaba.

El Gobierno de España de la IV Legislatura cesó el 6 de junio de 1993 por la celebración de elecciones generales, y continuó en funciones hasta el 14 de julio de 1993, día en que tomó posesión el Gobierno de España de la V Legislatura.

## Composición
| Partido político |                                              | Partido Socialista Obrero Español (PSOE) |
| Partido político | Partido de los Socialistas de Cataluña (PSC) |                                          |
| Partido político | Independiente                                |                                          |

| iii Gobierno de González (1989-1993)                                           |                                                               |                                               |         |
| Cargo                                                                          | Titular                                                       | Titular                                       | Titular |
| Presidente                                                                     |                                                               | Felipe González Márquez                       |         |
| Vicepresidente                                                                 |                                                               | Alfonso Guerra González (1989-1991)           |         |
| Vicepresidente                                                                 | Narcís Serra i Serra (1991-1993)                              |                                               |         |
| Asuntos Exteriores                                                             |                                                               | Francisco Fernández Ordóñez (1989-1992)       |         |
| Asuntos Exteriores                                                             | Francisco Javier Solana Madariaga (1992-1993)                 |                                               |         |
| Justicia Notario Mayor del Reino                                               |                                                               | Enrique Múgica Herzog (1989-1991)             |         |
| Justicia Notario Mayor del Reino                                               | Tomás de la Quadra Salcedo Fernández del Castillo (1991-1993) |                                               |         |
| Defensa                                                                        |                                                               | Narcís Serra i Serra (1989-1991)              |         |
| Defensa                                                                        | Julián García Vargas (1991-1993)                              |                                               |         |
| Economía y Hacienda                                                            |                                                               | Carlos Solchaga Catalán                       |         |
| Interior                                                                       |                                                               | José Luis Corcuera Cuesta                     |         |
| Obras Públicas y Urbanismo (1989-1991) Obras Públicas y Transporte (1991-1993) |                                                               | Javier Sáenz de Cosculluela (1989-1991)       |         |
| Obras Públicas y Urbanismo (1989-1991) Obras Públicas y Transporte (1991-1993) | Josep Borrell Fontelles (1991-1993)                           |                                               |         |
| Educación y Ciencia                                                            |                                                               | Francisco Javier Solana Madariaga (1989-1992) |         |
| Educación y Ciencia                                                            | Alfredo Pérez Rubalcaba (1992-1993)                           |                                               |         |
| Trabajo y Seguridad Social                                                     |                                                               | Manuel Chaves González (1989-1990)            |         |
| Trabajo y Seguridad Social                                                     | Luis Martínez Noval (1990-1993)                               |                                               |         |
| Industria y Energía (1989-1991) Industria, Comercio y Turismo (1991-1993)      |                                                               | José Claudio Aranzadi Martínez (1989-1991)    |         |
| Industria y Energía (1989-1991) Industria, Comercio y Turismo (1991-1993)      | José Claudio Aranzadi Martínez (1991-1993)                    |                                               |         |
| Agricultura, Pesca y Alimentación                                              |                                                               | Carlos Romero Herrera (1989-1991)             |         |
| Agricultura, Pesca y Alimentación                                              | Pedro Solbes Mira (1991-1993)                                 |                                               |         |
| Sanidad y Consumo                                                              |                                                               | Julián García Vargas (1989-1991)              |         |
| Sanidad y Consumo                                                              | Julián García Valverde (1991-1992)                            |                                               |         |
| Sanidad y Consumo                                                              | José Antonio Griñán Martínez (1992-1993)                      |                                               |         |
| Relaciones con las Cortes Secretario del Consejo de Ministros                  |                                                               | Virgilio Zapatero Gómez                       |         |
| Transportes, Turismo y Comunicaciones (1989-1991)                              |                                                               | José Barrionuevo Peña (1989-1991)             |         |
| Cultura                                                                        |                                                               | Jorge Semprún Maura (1989-1991)               |         |
| Cultura                                                                        | Jordi Solé Tura (1991-1993)                                   |                                               |         |
| Administraciones Públicas                                                      |                                                               | José Joaquín Almunia Amann (1989-1991)        |         |
| Administraciones Públicas                                                      | Juan Manuel Eguiagaray Ucelay (1991-1993)                     |                                               |         |
| Asuntos Sociales                                                               |                                                               | Matilde Fernández Sanz                        |         |
| Portavoz                                                                       |                                                               | Rosa Conde Gutiérrez del Álamo                |         |

## Procedencia geográfica
| Comunidad autónoma     | Cargo                                 | Titular                        |
| ---------------------- | ------------------------------------- | ------------------------------ |
| Andalucía              | Presidente                            | Felipe González                |
| Andalucía              | Transportes, Turismo y Comunicaciones | José Barrionuevo Peña          |
| Andalucía              | Portavoz                              | Rosa Conde Gutiérrez del Álamo |
| Aragón                 | -                                     | -                              |
| Principado de Asturias | Trabajo y Seguridad Social            | Luis Martínez Noval            |
| Cantabria              | Educación y Ciencia                   | Alfredo Pérez Rubalcaba        |
| Castilla y León        | Interior                              | José Luis Corcuera Cuesta      |
| Castilla y León        | Relaciones con las Cortes             | Virgilio Zapatero Gómez        |
| Castilla-La Mancha     | -                                     | -                              |
| Cataluña               | Vicepresidente                        | Narcís Serra i Serra           |
| Cataluña               | Obras Públicas y Transporte           | Josep Borrell Fontelles        |
| Cataluña               | Cultura                               | Jordi Solé Tura                |
| Extremadura            | -                                     | -                              |
| Galicia                | -                                     | -                              |
| Islas Baleares         | -                                     | -                              |
| Canarias               | -                                     | -                              |
| La Rioja               | -                                     | -                              |
| Comunidad de Madrid    | Asuntos Exteriores                    | Francisco Javier Solana        |
| Comunidad de Madrid    | Justicia                              | Tomás de la Quadra Salcedo     |
| Comunidad de Madrid    | Defensa                               | Julián García Vargas           |
| Comunidad de Madrid    | Sanidad y Consumo                     | José Antonio Griñán            |
| Comunidad de Madrid    | Asuntos Sociales                      | Matilde Fernández Sanz         |
| Región de Murcia       | -                                     | -                              |
| Navarra                | Economía y Hacienda                   | Carlos Solchaga                |
| País Vasco             | Industria, Comercio y Turismo         | José Claudio Aranzadi Martínez |
| País Vasco             | Administraciones Públicas             | Juan Manuel Eguiagaray         |
| Comunidad Valenciana   | Agricultura, Pesca y Alimentación     | Pedro Solbes Mira              |
| Ceuta                  | -                                     | -                              |
| Melilla                | -                                     | -                              |